# Roquevaire
Roquevaire település Franciaországban, Bouches-du-Rhône megyében. Lakosainak száma 8823 fő (2022. január 1.). Roquevaire Allauch, Aubagne, Auriol, La Destrousse, Gémenos és Peypin községekkel határos.

## Népesség
A település népessége az elmúlt években az alábbi módon változott:
| Lakosok száma | 3854 | 5619 | 7061 | 8319 | 8776 | 8939 | 9003 | 8713 | 8569 | 8823 |
|               | 1968 | 1982 | 1990 | 2006 | 2013 | 2015 | 2017 | 2019 | 2020 | 2022 |